# کیت اسمیت
کیت اسمیت (انگلیسی: Kate Smith؛ ۱ مهٔ ۱۹۰۷ – ۱۷ ژوئن ۱۹۸۶) یک موسیقی‌دان اهل ایالات متحده آمریکا بود.